# Свидание (картина)
«Свида́ние» — картина русского художника Владимира Маковского (1846—1920), законченная в 1883 году. Хранится в Государственной Третьяковской галерее в Москве (инв. 620). Размер картины — 40 × 31,5 см.
Изображение картины многократно печаталось на открытках: в 1956 году (тираж 100 тыс.), 1959 году (тираж 125 тыс.), 1982 году (тираж 300 тыс.), 1987 году (тираж 36 тыс.). Также «Свидание» изображалось на марке, выпущенной в 1971 году.

## Сюжет, действующие лица и композиция
«Свидание» — это картина-диалог, представляющая зрителю открытый и понятный сюжет.
На картине изображены мать с сыном. Возможно из-за смерти отца-кормильца, мать была вынуждена отдать сына на заработки в город. Мальчик, которому не более 13 лет, по-видимому, трудится подмастерьем на какой-то небольшой фабрике или в мастерской.
Картина часто используется в школьной программе как материал для сочинения.